# Classe Kalev
La classe Kalev était composée de deux sous-marins mouilleurs de mines construits pour la marine estonienne par les chantiers britanniques Vickers-Armstrongs en 1934.

## Historique
La république d'Estonie, nouvellement indépendante, a suivi le programme d'armement naval finlandais du chantier naval Crichton-Vulcan et la coopération défensive finno-estonienne pour l'acquisition de sous-marins. Contrairement aux sous-marins finlandais de conception allemande dans la Reichsmarine, l'Estonie a opté pour des sous-marins de construction britannique. Les deux bateaux de la classe, Kalev et Lembit, ont été construits par les chantiers Vickers-Armstrong à Barrow-in-Furness, au Royaume-Uni .

## Service
Les deux sous-marins furent commandés en 1934 et livrés en 1937. Après l'annexion soviétique de l'Estonie en 1940, la marine estonienne fut intégrée à la flotte de la Baltique soviétique.
Les sous-marins de la classe Kalev ont été mis en service dans la marine soviétique le 18 septembre 1940.
- Kalev a été coulé à l'extérieur de Hanko, en Finlande en 1941
- Lembit a poursuivi une campagne réussie contre les transports suédois de minerai de fer vers l'Allemagne durant les campagnes de la mer Baltique. Lembit a été désarmé en 1979. Il est maintenant conservé comme navire-musée au Musée maritime estonien à Tallinn.

## Classe
| Nom        | Lancement      | Armement     | Chantier naval                 | Fin de carrière                                | Photo |
| ---------- | -------------- | ------------ | ------------------------------ | ---------------------------------------------- | ----- |
| EML Kalev  | 7 juillet 1936 | 12 mars 1937 | Vickers-Armstrongs Royaume-Uni | coulé le 29 octobre 1941                       |       |
| EML Lembit | 7 juillet 1936 | 14 mai 1937  | Vickers-Armstrongs Royaume-Uni | Fin de service en 1979 Musée maritime estonien |       |

### Articles externes
- (en) Kalev-class submarine (Kalev or Lembit)